# Rhagonycha pseudogeniculata
Rhagonycha pseudogeniculata is een keversoort uit de familie van de soldaatjes (Cantharidae). De wetenschappelijke naam van de soort werd in 2001 gepubliceerd door Kazantzev & Takahashi.